# Squatinactis
Squatinactis — вимерлий рід хрящових риб підкласу Пластинозяброві (Elasmobranchii). Класифікація цього роду досить проблематична. Наразі рід відносять до монотипового ряду Squatinactiformes з монотиповою родиною Squatinactidae.
Вид існував у кам'яновугільному періоді (326—318 млн років тому). Скам'янілості цих риб знайдені у Ведмежій ущелині у штаті Монтана, США. Голотип зберігається у колекції Музею Карнегі.

## Опис
Squatinactis має зуби, щелепи й череп кладодонтного типу. Його тіло нагадує сучасних скатів та акул-ангелів. Він мав сплощене тіло і грудні плавці значно розширені з боків. Squatinactis, ймовірно, використовували крилоподібні грудні плавці, а також батогоподібний хвіст для приведення в рух. Цей дизайн тіла повторювався кілька разів в скам'янілостях для донних засадних хижаків. Вони досягали до 60 см завдовжки.
Є кілька плакоїдних лусочок на морді й боках, але решта тіла Squatinactis вкрите гладкою шкірою. Хребет на верхній частині хвоста, як і в сучасних скатів, вкритий спинним плавцем.
Мав тупу морду, термінальний рот, великі щелепи та довгі гострі кладодонтні зуби.